# Pieter Boeles (1795-1875)
Pijtter (Pieter) Boeles (Ferwerd, 4 maart 1795 - Groningen, 26 april 1875) was een Nederlandse predikant en taalkundige.

## Leven en werk
Boeles, zoon van de Friese landbouwer Jetzo Boeles en Trijntje Pieters, studeerde theologie aan de universiteit van Groningen. Hij voltooide zijn studie in 1817 met een dissertatie, die uitgegeven werd bij uitgeverij  J. Oomkens te Groningen. In hetzelfde jaar trouwde hij te Eelde met Alberdina Janna Speckman. Hij was predikant van achtereenvolgens  Pingjum, Noordlaren en Noorddijk. Het grootste deel van zijn loopbaan, van 1827 tot 1870, was hij predikant in de laatstgenoemde plaats bij de hervormde Stephanuskerk. Daarnaast was hij  lid van het provinciaal kerkbestuur, praeses van het classicaal bestuur van Groningen en lid van het college van toezicht op de kerkelijke administratie der hervormden in de provincie Groningen. In 1853 was hij voorzitter van de landelijke synode van de hervormde kerk.
Boeles publiceerde ten tijde van zijn predikantschap over verschillende zaken, zowel op het gebied van godsdienst, godsdienstonderwijs, kerkrecht en geschiedenis. Daarnaast schreef hij het eerste woordenboek van de Groningse taal, het Idioticon Groninganum: vergelijkend woordenboek van den Groningschen tongval. Dit nooit uitgegeven manuscript werd in de jaren negentig van de 20e eeuw teruggevonden door de hoogleraar Groninger taal en cultuur Siemon Reker, die het in 1997 in druk liet verschijnen.
In 1850 ontving hij een eredoctoraat van de Groninger Hogeschool en bij zijn vijftigjarig predikantschap op 24 november 1867 werd hij benoemd tot ridder in de Orde van de Nederlandse Leeuw.
Pieter Boeles overleed in 1875 in Groningen op tachtigjarige leeftijd. Zijn zoon Willem Boele Sophius Boeles (1832-1902) was president van het gerechtshof te Leeuwarden.
Boeles is begraven op het kerkhof bij de hervormde Stephanuskerk in Noorddijk.

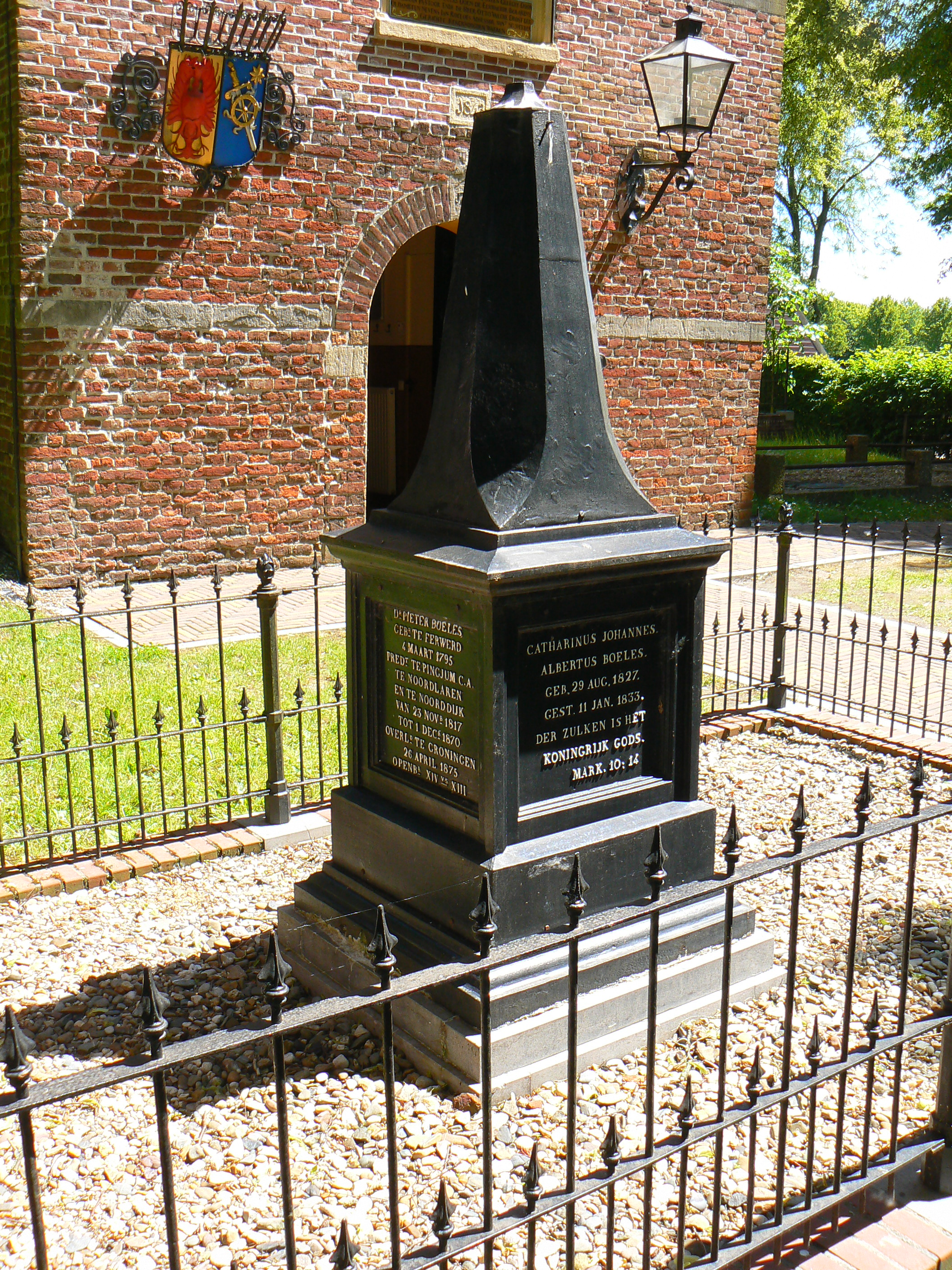
Kerkhof Noorddijk met grafmonument Pieter Boeles

- Bibliothèque nationale de France: cb155071100 (data)
- Biografisch Portaal: 80892325
- Digitale Bibliotheek voor de Nederlandse Letteren: boel006
- International Standard Name Identifier: 0000 0000 3458 0964
- Library of Congress Control Number: n97102303
- Nederlandse Thesaurus van Auteursnamen: 070169292
- Virtual International Authority File: 315948
- WorldCat: E39PBJfcM6Cm9g4MgpVJJPwHmd